# Casinos de Royan
L'émergence du tourisme balnéaire et de la mode des « bains de mer » a conduit très tôt la municipalité de Royan à envisager la création d'établissements de loisirs. Fréquentée par la bourgeoisie bordelaise, à l'instar de sa « rivale » Arcachon, puis par la haute société parisienne, Royan se dota ainsi de cinq casinos, dont un seul subsiste aujourd'hui. Certains de ces établissements furent considérés en leur temps comme des prouesses architecturales : ainsi, le « Casino municipal », érigé en 1895 par l'architecte Gaston Redon, fut jusqu'à sa destruction en 1945 le plus grand casino de France. Dans un autre registre, le Casino moderniste de l'architecte Claude Ferret, détruit en 1985, fut un des monuments phares de l'agglomération de par son caractère avant-gardiste.

## Le premier casino de Foncillon

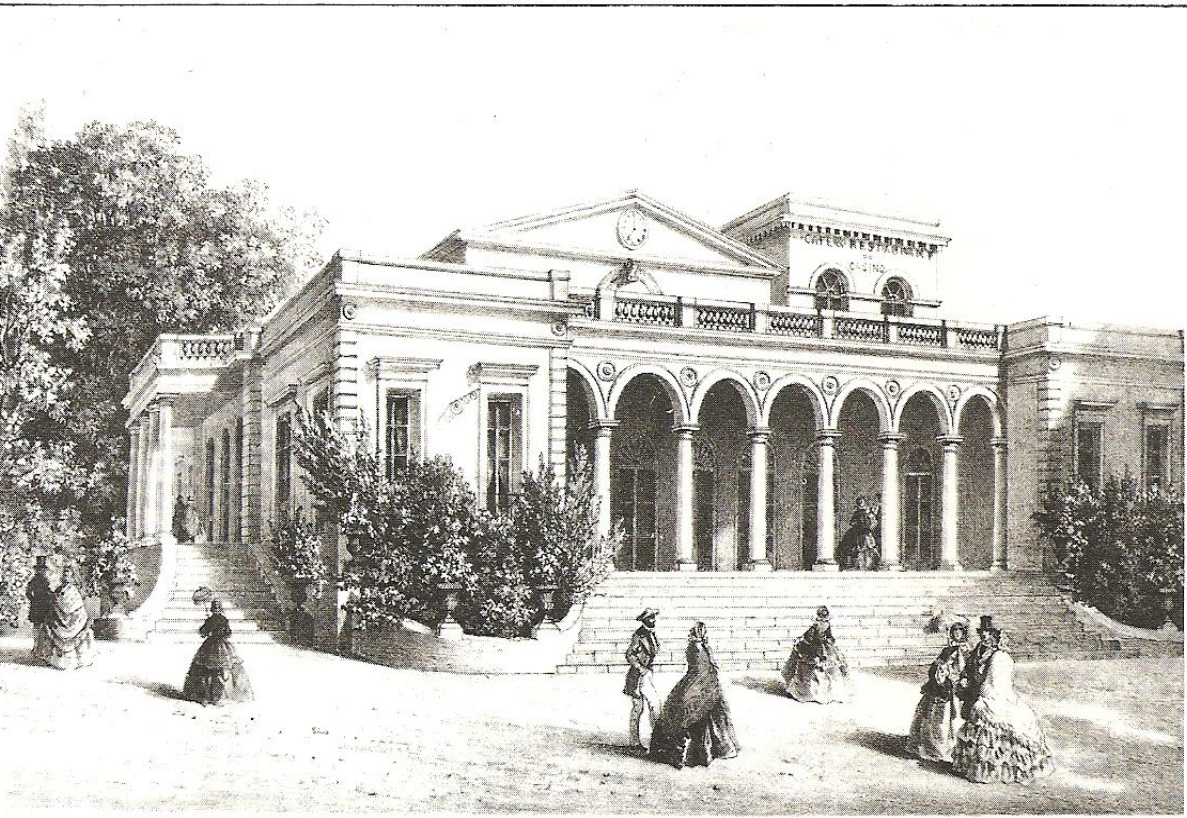
Le premier casino de Foncillon, devenu hôtel de ville en 1927, détruit par les bombardements en 1945

En 1843, lorsqu'est décidée l'édification d'un premier casino, la ville de Royan est en plein essor. Autrefois petit port de pêche alangui, vivant presque exclusivement de la pêche et des activités de pilotage dans l'estuaire de la Gironde, l'émergence de la mode des « Bains de mer » conduit la municipalité à repenser les infrastructures existantes : ainsi s'élèvent de nouveaux hôtels, des débits de boisson - dont le célèbre « Café des bains » - et une maison de santé. Cette même année est créée la « Société civile des bains de mer de Royan », chargée de la gestion des activités balnéaires. Celle-ci rachète une maison particulière appartenant à un rentier londonien, Thomas Wildeman, et y aménage une salle de bals. Dans le même temps, la société confie aux ingénieurs des ponts et chaussées Jules Lessore et Augustin Botton la tâche d'édifier un bâtiment digne de ce nom. Celui-ci voit le jour dès 1845. Se présentant sous la forme d'un bâtiment néo-classique, il est entouré de jardins, mais tourne le dos à la mer. Jugé trop exigu dès la fin du siècle, il est remplacé en 1882 par un second casino, situé à quelques mètres de là, mais dominant la plage.
En 1927, le bâtiment est converti en hôtel de ville, et le restera jusqu'à sa destruction, intervenue lors du bombardement de 1945.
Les deux ingénieurs de cet édifice laisseront leur nom à deux artères de la ville : le boulevard Lessore, aujourd'hui disparu, et la promenade Botton, où s'élève l'actuel auditorium.

## Le second casino de Foncillon

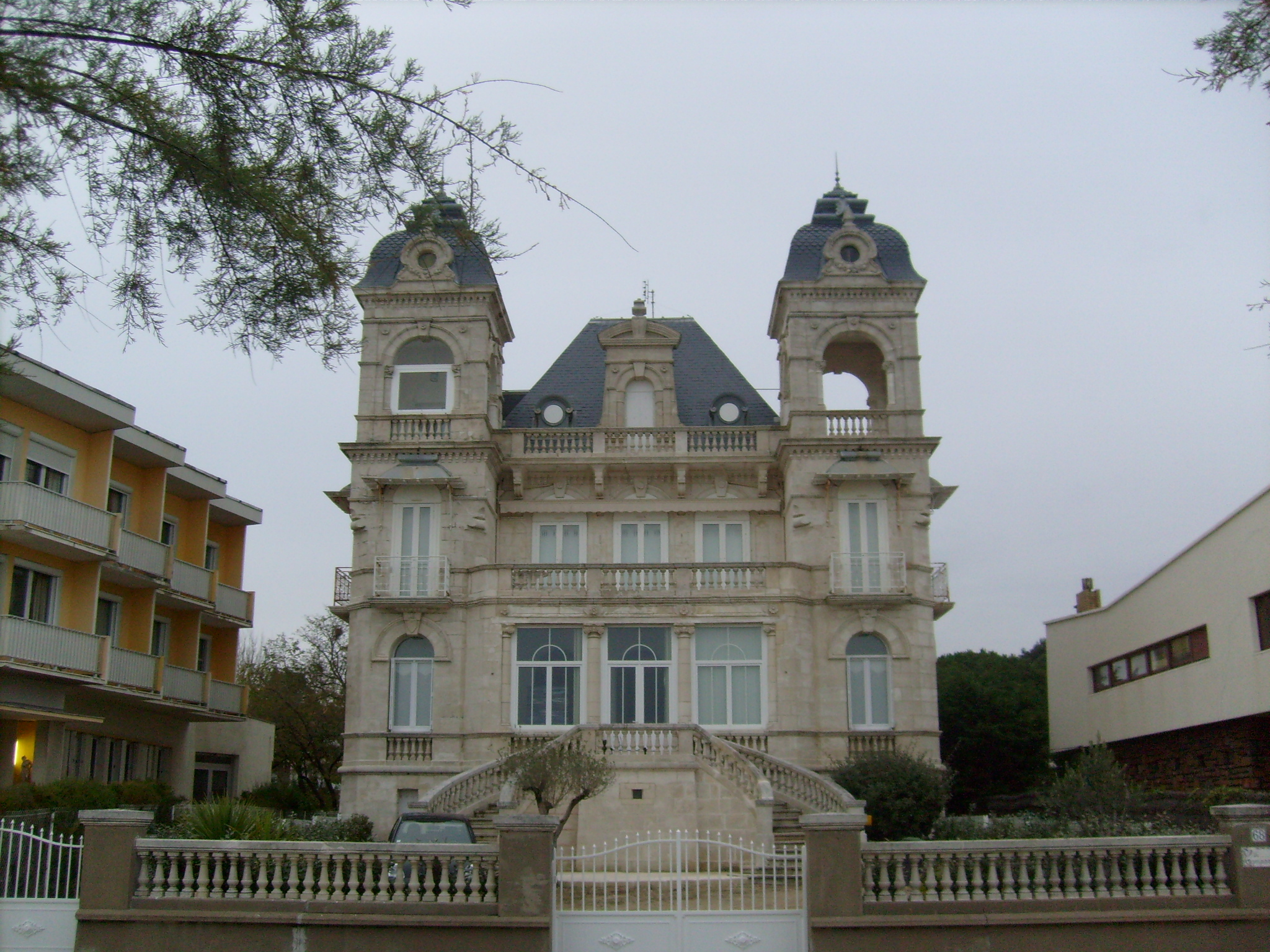
La villa « Les Campaniles » s'inspire largement de l'ancien casino de Foncillon, détruit durant les bombardements du 5 janvier 1945

Celui-ci est édifié entre 1882 et 1885, sur un terrain dominant la plage de Foncillon (soit à l'emplacement de l'actuel palais des congrès). Cet édifice, œuvre de l'architecte Bertrand-Alfred Duprat, se caractérisait par une architecture néo-baroque témoignant de la prospérité de la ville et plus encore, de la volonté du maire de l'époque, Frédéric Garnier, de faire de Royan la première station balnéaire de la côte atlantique. La façade principale, regardant la mer, était encadrée de deux tours coiffées d'un toit en dôme recouvert d'ardoises. Mosaïques - réalisées par l'entreprise « Maisonneuve » de Bordeaux - ou sculptures - œuvre de l'artiste Jean-Adrien Barbot - participaient à la richesse ornementale de cet édifice emblématique du Royan d'avant-guerre. La casino se composait principalement d'un salon de jeux, d'un restaurant et d'une vaste salle de bal, laquelle pouvait accueillir un millier de personnes. Tout comme son prédécesseur, il fut entièrement anéanti lors des attaques aériennes de 1945.

## Le casino municipal

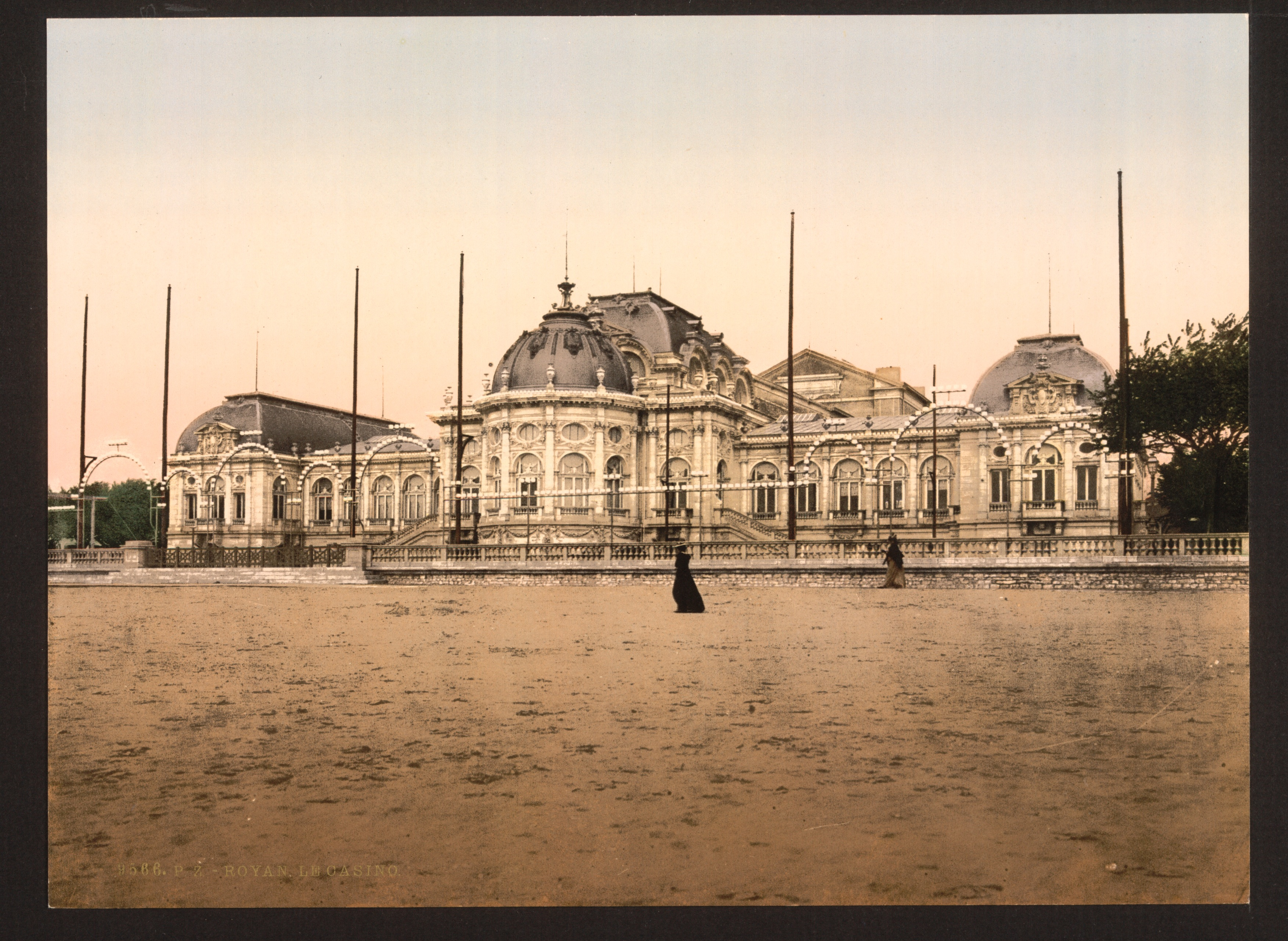
Le Casino municipal fut jusqu'à la seconde guerre mondiale le plus grand casino de France. Il fut totalement détruit par les bombes en 1945

Dix ans seulement après l'achèvement du casino de Foncillon, la municipalité décida la création d'un nouveau casino en centre-ville. On en confia la réalisation à l'architecte Gaston Redon, avec pour consigne de « ne lésiner ni sur l'espace, ni sur les proportions ». Les travaux, gérés par l'entrepreneur parisien Léon Laplau, furent achevés en un temps record : à peine cinq mois après la pose de la première pierre, le casino était inauguré en grande pompe. Cet édifice imposant alignait face à la plage de la Grande-Conche une façade monumentale de style néo-rococo de plus de 80 mètres de long, précédant une salle de bal dominée par un dôme couronné d'ardoises et un théâtre à l'italienne. Celui-ci fut fréquenté par les plus grands : Sarah Bernhardt vint y jouer « l'Aiglon », Cléo de Mérode y dansa. L'Opéra et la Comédie-Française y présentèrent des spectacles, opérettes, ballets, concerts symphoniques. Considéré comme l'un des plus beaux casinos du pays, représenté sur de nombreuses affiches publicitaires de l'époque, il fut aussi le plus grand casino de France, jusqu'à sa destruction sous les bombes, en 1945,.

## Le Sporting, devenu Casino de Royan

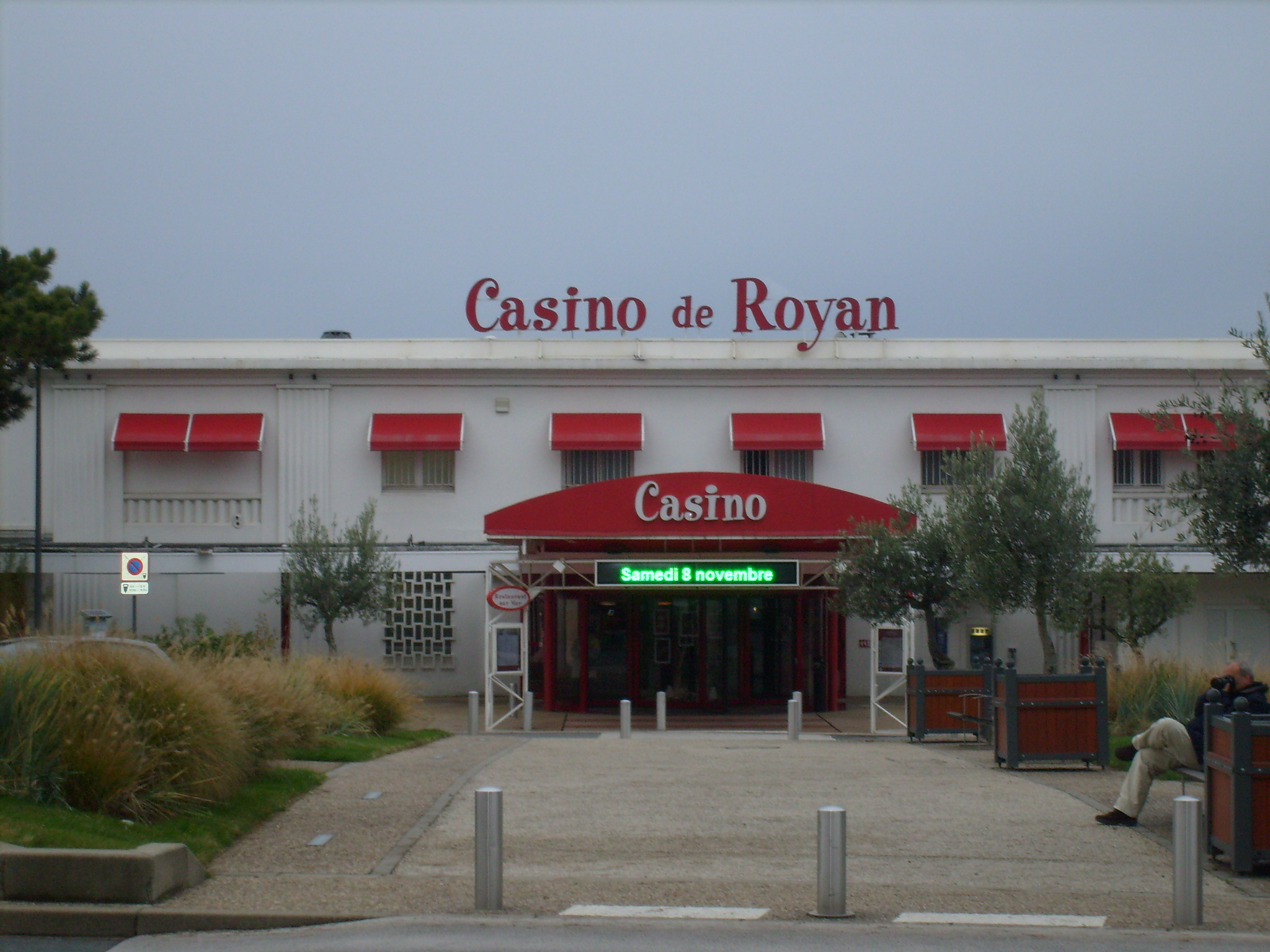
Le casino de Royan est situé dans le quartier de Pontaillac.

Cet établissement est situé sur la plage de Pontaillac, dans la partie occidentale de la commune. Il succède à un premier café-restaurant édifié en 1880, alors connu sous le nom de « La Restauration ». Reconstruit en béton dans les années 1930, il prend dès lors le nom de « Sporting ». Seul casino échappant aux bombardements de 1945, il est sous la direction de Roger Genty, violoniste de formation, de 1946 à 1987. Le Sporting accueille alors sur scène nombre de vedettes de l'après-guerre. 
En 1951, la grande vedette du blues, l'américain Big Bill Broonzy, fait étape au Sporting, suivi de peu par Charles Trenet, Marie Dubas ou Jean Nohain. 
En 1953, c'est au tour de Joséphine Baker de se produire sur sa scène, suivie l'année suivante par Jacques Brel, Charles Trenet, Line Renaud ou encore l'humoriste Fernand Raynaud. De grands galas sont organisés en toutes saisons, rythmés par l'orchestre d'Henry Laura. Au cours des années suivantes, la scène du « Sporting » accueille encore Raymond Devos, Sacha Distel, Léo Ferré, Charles Aznavour, Gilbert Bécaud, Petula Clark, Yves Montand ou Georges Brassens.
Depuis la destruction du casino de Claude Ferret, il est le seul établissement de jeux de la ville.

## Le Casino de Claude Ferret

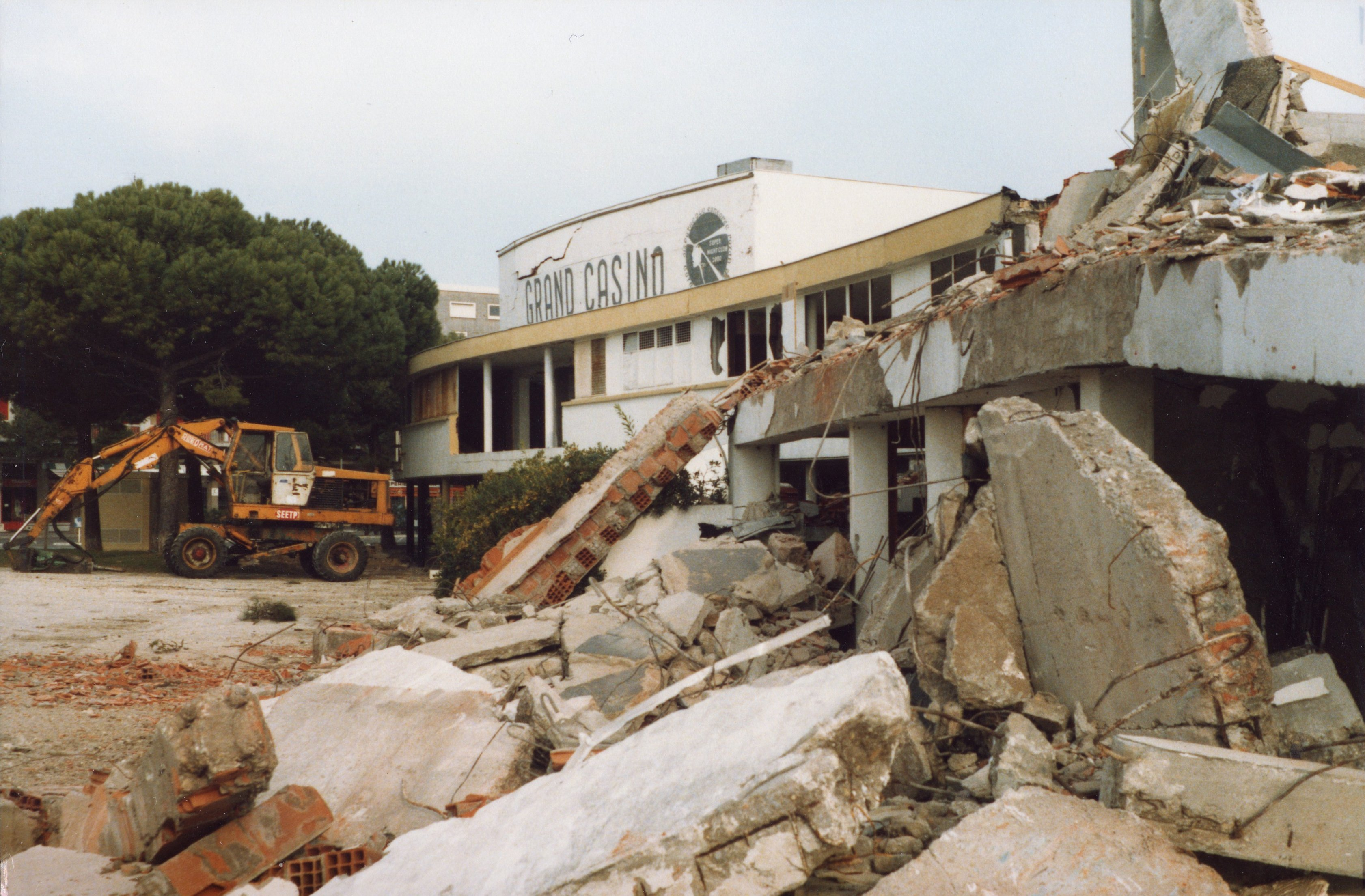
Le casino de Claude Ferret lors de sa destruction.

Claude Ferret est chargé de la reconstruction de la ville, meurtrie par les bombardements de 1945. Il réalise les plans d'un casino aux lignes audacieuses, prévu pour s'intégrer dans la courbe du front de mer, à la jonction de l'espace balnéaire et du port de la ville. Inauguré en 1960, il forme une rotonde s'inspirant de l'architecture contemporaine brésilienne, mêlant verre et béton armé. L'édifice a été démoli en 1985 pour laisser la place à un projet de tour de 58 mètres qui n'est finalement pas réalisée face aux importantes polémiques suscitées. L'espace libéré, devenu terrain vague, a laissé la place à un espace vert nommé « esplanade de Kerimel de Kerveno ».

## Le Casino du Parc
Le casino du Parc, qui aurait dû s'élever à l'emplacement de l'actuel collège Émile Zola, fut projeté dès 1891. Les plans du bâtiment furent confiés à l'architecte Ernest Janty, lequel venait de s'illustrer en édifiant le pavillon de Monaco à l'exposition universelle de 1889. Comprenant un bâtiment long de 170 mètres, le projet fut finalement abandonné, la municipalité lui préférant la réalisation d'un casino plus central sur l'ancien champ de foire : ainsi vit le jour le « Casino municipal » de Gaston Redon, en 1895.

## Sources et références
1. ↑  in Royan, par Yves Delmas, page 47
2. 1 2  in Le patrimoine des communes de Charente-Maritime, éditions Flohic
3. ↑  in Royan, par Yves Delmas, page 66
4. ↑  in Royan, par Yves Delmas, page 61.
5. ↑  
« Les Casinos », sur la Cyber-Gazette du pays royannais, 28 mai 2008 (consulté le 28 juin 2010)
6. ↑  in Souvenirs de Royan, volume 3 : Années 1945 à 1999, par François Richet, p. 387-400, Trier-Têtu, 536 pages, 2010  (ISBN 2-9525817-1-1).